# Королівство Островів
Королівство Островів (шотл. гел. Rìoghachd nan Eilean, англ. Kingdom of the Isles) — гельсько-норвезька держава на Гебридських островах і західному узбережжі Шотландії в епоху Середньовіччя. Незважаючи на номінальне сюзеренітет над королівством спочатку Норвегії, а після 1266 Шотландії, держава фактично зберігала незалежність до кінця XV століття, спираючись на могутній військовий флот. Королівство Островів зіграло значну роль у розвитку культури гірських кланів Шотландії та шотландської державності в цілому. Глава держави, починаючи з 1366, носив титул лорда Островів (шотл. гел. Triath nan Eilean, англ. Lord of the Isles).

## Територіальна основа
Територія королівства Островів протягом всього існування цієї держави залишалася досить стабільною, що багато в чому пояснюється географічним єдністю цього регіону. До складу королівства входили Гебридські острови, а також західне узбережжя Шотландії — середньовічний Аргайл, що включає області Кінтайр, Напдейл, Ковал, Лорн, Арднамерхан і Морверн. Гебридські острови є архіпелагом з більш ніж 500 островів різної величини, гористі Внутрішні Гебриди біля узбережжя і більше пласкі Зовнішні Гебриди західніше. Узбережжя Аргайла орієнтовано у бік моря і різко відокремлене від решти території Шотландії головним хребтом Грампіанських гір. Численні затоки і фіорди Аргайла пов'язують прибережну територію з островами, утворюючи єдиний культурно-географічний регіон, орієнтований на море. Жодна з точок Аргайла не відстоїть від морського берега більш, ніж на 12 миль. Саме море було головним способом комунікації та об'єднання цих територій, тоді як підступи зі сходу в період середньовіччя були сильно ускладнені через покриті густими лісами гори. Хоча територія королівства Островів в географічному відношенні була далекою периферією Європи, морська орієнтація держави дозволяла йому грати важливу роль в історико-культурному розвитку Британських островів і Скандинавії.

## Передумови утворення держави

### Гели та вікінги
У давнину Гебридські острова і західне узбережжя Шотландії населяли, мабуть, різні піктські і кельтські племена. З IV століття на цій території починають активно розселяться ірландські гели (скотти), які на рубежі V і VI століть створили тут власну державу Дал Ріада. Це королівство включало в себе Антрім, Аргайл і Внутрішні Гебриди. У 843 Дал Ріада було об'єднано з королівством піктів в єдину державу, пізніше отримало назву Шотландія.
З 793 території Дал Ріада і Зовнішні Гебриди почали піддаватися набігам норвезьких і даньких вікінгів. Вони розоряли Гаельські монастирі і населені пункти гелів і до середини IX століття повністю підпорядкували територію своїй влади, перервавши культурно-політичні зв'язки регіону зі східною частиною Шотландії. Від набігів вікінги перейшли до колонізації. Перші постійні поселення норвежців виникли на Зовнішніх Гебридах вже на початку IX століття і поступово поширилися на всю територію західного узбережжя аж до Галлоуей на півдні. На відміну від практично повної колонізації норвежцями Оркнейських островів, на Гебридах і в Аргайл вікінги витіснили місцеве гельське населення. Згідно сучасним дослідженням, від 2/3 (острів Скай) до 1/3 (Айлей) топонімів Гебридських островів мають норвезьке походження. Ця частка приблизно відповідає інтенсивності норвезької колонізації регіону. Про скандинавський вплив свідчить той факт, що вже в IX столітті гели стали називати Гебриди «Островами чужинців»(шотл. гел. Innse Gall).
Між норвежцями і гелами західного узбережжя швидко сформувалася складна система взаємовпливу та інтеграції. Міжнаціональні шлюби набули значного розмаху, вікінги долучилися до Гаельської культури, через яку в середу скандинавів потрапило християнство та ірландські традиції, а гели сприйняли войовничий спосіб життя норвежців і їхню політичну систему. Взаємна асиміляція породила до кінця IX століття формування особливої етно-культурної спільності гелло-норвежців Гебридських островів, відомої авторам ірландських хронік під назвою  Gall-Gaedhil  — «чужоземні гели». Для ірландських ченців це були пірати й торговці, проте саме вони створили специфічну, орієнтовану на море, культуру і стали національною основою що виникла на західному узбережжі нового державного утворення.

### Боротьба за острови
Починаючи з 875 року на владу над Гебридськими островами стали претендувати королі Норвегії, розглядаючи ці території як важливу сполучну ланку між Скандинавією та Ірландією. Король Харальд Прекрасноволосий кілька разів намагався підпорядкувати острови і норвезьких вождів, що мали тут владу і опиралися його політиці централізації, проте правителі Гебрид зберігали значну автономію. Крім короля Норвегії владу над островами оскаржували королі Шотландії, ярли Оркні, норвезькі правителі Дубліну, ірландські королі острову Мен і Ленстеру. До кінця X століття відносяться свідоцтва про «королях Гебридів» (дв.-ірл.  Rí Innse Gall ) братів Готфрід і Магнусе, які робили набіги на узбережжя Ірландії та Уельсу. Ймовірно, вони були вождями деяких колоній вікінгів на островах без будь-якої стабільної територіальної основи, проте показово використання ірландського титулу короля, а не скандинавського конунга або ярла, що свідчить про наявність уже в цей час сильної гело-норвезької еліти на Гебридах.
У 1079 норвежець Годред I Крован захопив владу на острові Мен і підпорядкував своїй владі Гебридські острови. Він не тільки заснував скандинавську династію королів Мена, що володарювала до 1265 року, а й заклав основи єдиної острівної держави вздовж західного узбережжя Шотландії. Проте вже у 1098 король Норвегії Магнус III на чолі великого флоту прибув на Гебриди і відновив там королівську владу. Шотландія була змушена визнати сюзеренітет Норвегії над Мен і Гебридськими островами. Згідно «Сазі про оркнейців» шотландський король погодився відмовитися від прав на всі острови західного узбережжя, що омивається доступним для судноплавства морем, а Магнус, бажаючи закріпити за Норвегією півострів Кінтайр, наказав перетягнути себе в ялику через вузький перешийок, що відокремлює півострів від основної частини Шотландії. Незважаючи на всю легендарність, ця історія свідчить про територіально-культурну спільність вже склалася на узбережжі Аргайла і Гебридських островах. Результатом експедиції Магнуса III стало зміцнення політичної єдності цього регіону і збереження його орієнтації на Норвегію.
Після смерті у 1103 Магнуса III центральна влада короля Норвегії над Гебридах різко ослабла. Більше того, відновлена на Мені скандинавська королівська династія також не змогла встановити міцний контроль над островами. Утворився якийсь вакуум влади, який незабаром заповнила нова сила — гело-норвезька еліта Гебридських островів і Аргайла.

## Виникнення держави

### Сомерлед
Утворення Королівства Островів пов'язане з ім'ям Сомерлед. Його походження залишається таємничим. По всій видимості, серед його предків були як норвезькі вікінги, так і гаельські вожді Дал Ріаду і Гебридських островів. Сам він одружився близько 1150 на дочці короля Мена, а його сестра вийшла заміж за Малькольма Макхета, нащадка шотландського короля Макбета. Таким чином Сомерлед знаходився в центрі складної системи взаємозв'язків між скандинавською, гаельською та шотландської культурами. У 1130-х роках Сомерлед, скориставшись заворушеннями в Шотландії, встановив свій контроль над Аргайлом, а у 1153 підтримав заколот Дональда Макхета в Мореї проти шотландського короля. Проте вже в наступному році Сомерлед звернув свій погляд у бік Ірландського моря і Гебридських островів.
За владу над Гебридах в цей час вели боротьбу норвезькі королі Мена і Дубліна. Уклавши союз з Дубліном, у 1156 Сомерлед спорядив великий флот, який розгромив війська короля Годреда II у острова Мен. Останній був змушений поступитися Сомерледу південною частиною Гебридських островів. У 1158 Сомерлед знову вторгся на Мен, вигнав Годреда і підпорядкував своїй владі всі Гебриди, включаючи Мен. Це означало народження нової держави на західному узбережжі Шотландії, що отримав назву Королівство Островів.
Встановивши свою владу на Гебридах і в Аргайл, Сомерлед продовжив експансію. У 1164 він очолив потужний гело-норвезький флот, який атакував володіння шотландського короля в Клайдсайді. Це вторгнення розглядається сучасними істориками як спроба забезпечити незалежність гельських територій західного узбережжя проти масованого наступу нового англо-нормандського дворянства на чолі з династією Стюартів, що почався ще в правління короля Давида I. Але в битві при Ренфру Сомерлед зазнав поразки і загинув. Його тіло було поховане в монастирі на острові Айона, духовному і культурному центрі заснованої ним держави.

### Сини Сомерледа
Після смерті Сомерлед острів Мен і Зовнішні Гебриди відділися від королівства Островів, повернувшись під владу скандинавської династії Крованів. У свою чергу, сини Сомерледа поділили між собою решту території. Старший Дугал отримав центральну частину володінь свого батька (Аргайл і острови Малл, Лісмор, Колл і Тайрі). Ангус — Гарморан, Скай, Норт- і Саут-Уїст, Рам, Егг, а також, ймовірно, Арран і Б'ют. Третій син Ранальд став власником Арднамерхану, Морверну, Кінтайру і островів Айлей і Джура. Після смерті Ангуса у 1210 його землі відійшли до синів Ранальда. На щастя для молодої держави, Шотландське кролівство в цей час в'язалася в тривалі війни з Англією, що забезпечило період мирного розвитку до середини XIII століття, незважаючи на ослаблення, викликане розділом країни.
В ірландських хроніках Дугал іменується королем Аргайла (дв-ірл. Rí Airer Goidel), а Ранальд — королем Гебрид (дв-ірл. Rí Innse Gall). Від Дугала веде своє походження клан Макдугалл, панівний в Аргайл протягом наступних століть. Боротьба між ним і нащадками Ранальда, стала центральним моментом розвитку королівства Островів. З усіх дітей Сомерледа Ранальд, ймовірно, був найвидатнішим. Очевидно, що він претендував на верховну владу над королівством, ведучи боротьбу зі своїми братами і активно використовуючи досить великий флот для встановлення панування в Ірландському морі. В той же час, Ранальд намагався об'єднати гаельські традиції з впливом наступаючого феодалізму, про що свідчить опис його печатки, на якій гельська галера сусідить з озброєним лицарем. Його діти — Дональд, засновник клану Макдональд, і Руаірі поділили між собою володіння батька: перший отримав Кінтайр і південну частину Гебридських островів, а другий — Гарморан.
На початку XIII століття королі Островів активно брали участь в боротьбі за вплив у Північній Ірландії, підтримували заколоти шотландської знаті проти центральної влади. У 1222 король Шотландії Олександр II зробив похід в Аргайл з метою упокорення нащадків Сомерледа. Це була перша спроба підпорядкування королівства Островів Шотландії. Мабуть до часу походу відноситься заснування двох замків на західному узбережжі — Тарберт в Кінтайр і Ейлен-Донан в Кінтайлі, які стали центром впливу шотландського короля в цьому регіоні. Проте вже у 1230 острова виявилися перед іншою загрозою: на Гебриди прибув великий норвезький флот, який захопив Б'ют, розорив Кінтайр і відновив сюзеренітет Норвегії над Королівством Островів.

### Між двома державами
З другої третини XIII століття почалася експансія Шотландії на Гебридські острови. З іншого боку, закріпилася Норвегія що також прагнула підсилити свій вплив у регіоні. Королі Аргайла і Гебридів опинилися в центрі конфлікту двох держав. Всі три гілки нащадків Сомерледу — Макдугалл, Макдональди і Макруаірі — володіли територіями і на островах, юридично визнають сюзеренітет Норвегії, і на узбережжі Аргайла, що знаходяться у васальній залежності від Шотландії. Подвійне підпорядкування і конфлікти між родами ускладнили ситуацію.
У 1248, Юен Макдугалл, правнук Сомерледу, почав поїздку в Берген, приніс омаж королю Хокону IV, за що той подарував йому титул короля Островів. У відповідь у 1249 в Аргайл знову вторгся Олександр II Шотландський, намагаючись примусити Евана до підпорядкування. Кампанія, проте, була невдалою, а Олександр II незабаром помер. Тим не менш, ця операція привела до тимчасового вигнання Евана і означала початок нового етапу шотландсько-норвезької боротьби за Гебридські острови. Вже у 1260 посли нового короля Шотландії Олександра III вирушили до Норвегії вести переговори про підпорядкування Гебридських островів. Норвезький король відповів рішучою відмовою, а у відповідь на шотландський набіг у 1262 на острів Скай, Хокон IV спорядив потужну експедицію проти Шотландії.
У 1263 норвезький флот прибув на Острови і почав розоряти землі баронів, що симпатизують Шотландії. Якщо Макруаірі без коливань встали на сторону норвежців, то Макдональд довелося змушувати силою, а Юен Макдугалл, король Аргайла, взагалі відмовився підтримати Хокона. В битві при Ларгсі 1 — 3 жовтня норвежці були вщент розбиті, а Хокон раптово помер на Оркнейських островах на шляху до Норвегії. У 1265 шотландці захопили острів Мен, а у 1266 було підписано Пертський договір, відповідно до якого норвезький король поступався сюзеренітетом над Гебридськими островами Шотландії. Багатовікова війна за острова закінчилася їх приєднанням до Шотландії.